# Andrzej Wojtkowski (oficer)
Andrzej Wojtkowski (ur. 28 listopada 1941 w Nawarii) – pułkownik dyplomowany Wojska Polskiego.

## Życiorys
Urodził się w 1941 Nawarii pod Lwowem pod ówczesną okupacją niemiecką, w kilka miesięcy po ataku III Rzeszy na ZSRR. Jego rodzicami byli pochodzący z Sanoka Franciszek i mieszkanka Nawarii Bronisława z domu Woźniak. Uczył się w szkole podstawowej im. Grzegorza z Sanoka przy ul. Stanisława Konarskiego w Sanoku od 1948 do 1955. W 1959 ukończył Technikum Mechaniczne w Sanoku z tytułem technika mechanika o specjalności technik budowy samochodów. Od 1959 do 1961 był zatrudniony w tamtejszej fabryce Sanowag.
Wstąpił do Wojska Polskiego i w latach 1961-1964 kształcił się w Oficerskiej Szkole Wojsk Pancernych i Zmechanizowanych im. Stefana Czarnieckiego w Poznaniu. Od 1964 do 1973 był oficerem 28 Pułku Czołgów w Czarnem, pełnił funkcje dowódcy plutonu, dowódcy kompanii i dowódcy batalionu. Od 1973 do 1976 odbył studia w Akademii Sztabu Generalnego. Następnie służył w sztabach dywizji w Szczecinie i w 20 Warszawskiej Dywizji Pancernej w Szczecinku, instytucjach centralnych Ministerstwa Obrony Narodowej (od 1983 do 1990 w Inspekcji Sił Zbrojnych) oraz w sztabie Warszawskiego Okręgu Wojskowego. Od 1988 do 1989 odbył podyplomowe studium Operacyjno-Strategiczne przy Akademii Obrony Narodowej.
Został członkiem Towarzystwa Wiedzy Obronnej, publikował prace z zakresu publicystyki wojskowej w jego wydawnictwie.

## Odznaczenia
- Krzyż Kawalerski Orderu Odrodzenia Polski (1986)
- Srebrny Krzyż Zasługi (1978)
- Złoty Medal „Siły Zbrojne w Służbie Ojczyzny” (1984)
- Złoty Medal „Za zasługi dla obronności kraju” (1986)